# Karl-Heinz Appelmann
Karl-Heinz Appelmann (* 12. August 1939 in Swinemünde) ist ein deutscher Illustrator und Gebrauchsgrafiker.

## Leben und Werk
Appelmann machte das Abitur und leistete freiwilligen Dienst bei der Nationalen Volksarmee. Danach studierte er von 1959 bis 1964 bei Werner Klemke, Arno Mohr, Ernst-Rudolf Vorgenauer und Klaus Wittkugel an der Kunsthochschule Berlin-Weißensee. Seitdem arbeitet er als freischaffender Künstler in Berlin. Er ist vor allem Buchillustrator und hat mehr als 100 Bilder- und Kinderbücher und einige wenige Bücher für Erwachsene illustriert. Appelmann gehört zu den bekanntesten Kinderbuchillustratoren der DDR. Dabei arbeitete er für die Verlage Altberliner Verlag Lucie Groszer, Aufbau Verlag, Eulenspiegelverlag, Buchverlag Junge Welt, Kinderbuchverlag, Verlag Neues Leben, Karl Nitzsche Verlag und Postreiter-Verlag und den Wiener Verlag Jugend und Volk und seit der deutschen Wiedervereinigung insbesondere für die Verlage Beltz, Leiv Leipziger Kinderbuch, Lychatz, Moewig, Erich Pabel Verlagsunion, Rowohlt Taschenbuchverlag, Schauenburg und Tessloff Verlag. Daneben schuf er auch andere gebrauchsgrafische Arbeiten wie Buchumschläge, Cartoons und Plakate.
Appelmanns erstes Bilderbuch war 1968 Jana und der kleine Stern von Werner Heiduczek. 1971 erhielt er den Goldenen Apfel der Illustrationsbiennale bib in Bratislava.
Appelmann war von 1968 bis 1990 Mitglied des Verbands Bildender Künstler der DDR. Er hatte Einzelausstellungen und Ausstellungsbeteiligungen im In- und Ausland.

## Fotografische Darstellung Appelmanns
- Barbara Morgenstern: Karl-Heinz Appelmann (1983)[4]

## Ausstellungen
- 1967/1968, 1982/1983 und 1987/1988: Dresden, Kunstausstellung der DDR
- 1976, 1978 und 1982: Berlin, Bezirkskunstausstellungen
- 1979: Berlin, Ausstellungszentrum am Fernsehturm („Buchillustrationen in der DDR. 1949 –1979“)